# Korosteń
Korosteń (ukr. Коростень) – miasto na Ukrainie, w obwodzie żytomierskim, nad rzeką Uż, dopływem Prypeci, siedziba administracyjna rejonu korosteńskiego. W 2025 roku liczyło 56 tys. mieszkańców. Węzeł kolejowy, ze stacją Korosteń, ośrodek przemysłu maszynowego, porcelanowego, drzewnego, chemii gospodarczej, lekkiego i spożywczego. W pobliżu miasta znajdują się kamieniołomy granitu. 

## Historia
Od VIII do XIII wieku na obszarze współczesnego miasta istniały trzy oddzielne grody, dwa od VIII do połowy X wieku, trzeci zaś od VIII do XIII wieku, które odpowiadały wspominanemu w latopisach Iskorosteniowi,  głównemu ośrodkowi wschodniosłowiańskiego plemienia Drewlan. Iskorosteń wzmiankowany był w Powieści minionych lat, gdzie pod rokiem 945 opisano bunt Drewlan przeciwko wielkiemu księciu kijowskiemu Igorowi, który domagał się podwyższenia daniny, zakończony pokonaniem drużyny książęcej i zabójstwem samego księcia przez Drewlan. Rok później księżna Olga, małżonka Igora, w ramach odwetu najechała Drewlan i spaliła Iskorosteń, włączając przy tym ziemie plemienia do państwa kijowskiego. Po najazdach Tatarów na Ruś w latach 1237–1241 miejscowość opustoszała i z czasem przekształciła się w uroczysko, które zaczęto nazywać Drewlanką. W 1362 roku dawne ziemie Drewlan zostały wcielone do Wielkiego Księstwa Litewskiego. Pod koniec XIV wieku utworzono nową osadę Iskorosteń, która wchodziła później w skład powiatu owruckiego w województwie kijowskim. W 1586 roku miejscowość stała się własnością Prokopa Mierzwińskiego, który uzyskał później od króla Zygmunta III Wazy zezwolenie na budowę miasteczka i wzniesienie fortyfikacji dla obrony przed Tatarami. W 1589 roku ukończono budowę zamku, a w 1598 roku król nadał Iskorosteniowi prawo magdeburskie.
W 1649 roku, w czasie powstania Chmielnickiego, Kozacy zdobyli miasteczko i zniszczyli jego fortyfikacje. W 1654 roku Iskorosteń stał się własnością zakonu karmelitów. W XVIII wieku region był miejscem działalności hajdamaków. W 1750 roku mieszkańcy Iskorostenia wsparli oddziały hajdamackie Iwana Podolaki. W 1761 roku karmelici sprzedali miasteczko, które później wielokrotnie zmieniało właścicieli. 
Po drugim rozbiorze Polski w 1793 roku miejscowość znalazła się w granicach Rosji i początkowo wchodziła w skład namiestnictwa zasławskiego, od 1795 roku – namiestnictwa wołyńskiego, a od 1796 roku – guberni wołyńskiej. W 1797 roku Iskorosteń został siedzibą gminy w ujeździe owruckim. Istotne znaczenie dla rozwoju miasteczka miało doprowadzenie linii kolejowej Kijów–Kowel w 1902 roku. W 1904 roku otwarta została fabryka porcelany. W 1913 roku Iskorosteń liczył 3,7 tys. mieszkańców. 
W latach 1914–1916 ze względów wojskowo-strategicznych wybudowano linię kolejową z Iskorostenia do Żytomierza, co przyczyniło się do rozwoju miejscowości jako węzła kolejowego. W 1917 roku miasteczko zostało przemianowane na Korosteń. W latach 1918–1921 w pobliżu miejscowości toczyły się walki między oddziałami Armii Ukraińskiej Republiki Ludowej a bolszewikami, m.in. w styczniu 1918 roku, prawie przez cały 1919 rok oraz w listopadzie 1921 roku. Podczas wojny polsko-bolszewickiej w dniach 8–12 października 1920 roku odbył się zagon kawaleryjski korpusu jazdy polskiej pod dowództwem pułkownika Juliusza Rómmla, który doprowadził do zajęcia Korostenia i zniszczenia infrastruktury wojskowej i kolejowej wykorzystywanej przez bolszewików, a zakończył się ciężkimi walkami z bolszewicką 7. Dywizją Strzelców i wzięciem jej do niewoli oraz wycofaniem się wojsk polskich na pozycje w okolicach Nowogrodu Wołyńskiego. 
W 1921 roku Korosteń ustanowiony został siedzibą nowo powstałego ujezdu korosteńskiego, a w latach 1923–1930 był siedzibą administracyjną okręgu korosteńskiego. W 1926 roku miejscowość otrzymała prawa miejskie. Korosteń liczył wówczas 9950 mieszkańców. W 1932 roku miasto włączono do obwodu kijowskiego, a w 1937 roku – do obwodu żytomierskiego. 
W czasie II wojny światowej broniący dostępu do Kijowa korosteński rejon umocniony był miejscem zaciekłych walk niemiecko-radzieckich, toczonych od lipca do sierpnia 1941 roku oraz od listopada do grudnia 1943 roku. Korosteń był okupowany przez wojska hitlerowskie od 7 sierpnia 1941 roku do 17 listopada 1943 roku, a później także krótkotrwale od 19 listopada do 28 grudnia 1943 roku.
Podczas okupacji hitlerowskiej, w październiku 1941 roku Niemcy utworzyli getto dla żydowskich mieszkańców. Przebywało w nim około 10000 osób (w tym Żydzi z Węgier). 29 kwietnia 1943 roku Niemcy zlikwidowali getto, a Żydów zamordowali a część wywieźli do getta w Żytomierzu. 
W 1989 roku Korosteń liczył 72 367 mieszkańców. W 2011 roku liczba mieszkańców wynosiła 65 372.
Na początku inwazji Rosji w 2022 miasto zostało znacznie zniszczone, ale po odparciu Rosjan zostało odbudowane jeszcze w tym samym roku. Na organizowanym w Korosteniu w drugą sobotę września dorocznym Festiwalu Derunów (placków ziemniaczanych) udało się zebrać ponad 90 tys. hrywien na potrzeby armii ukraińskiej.

## Zabytki

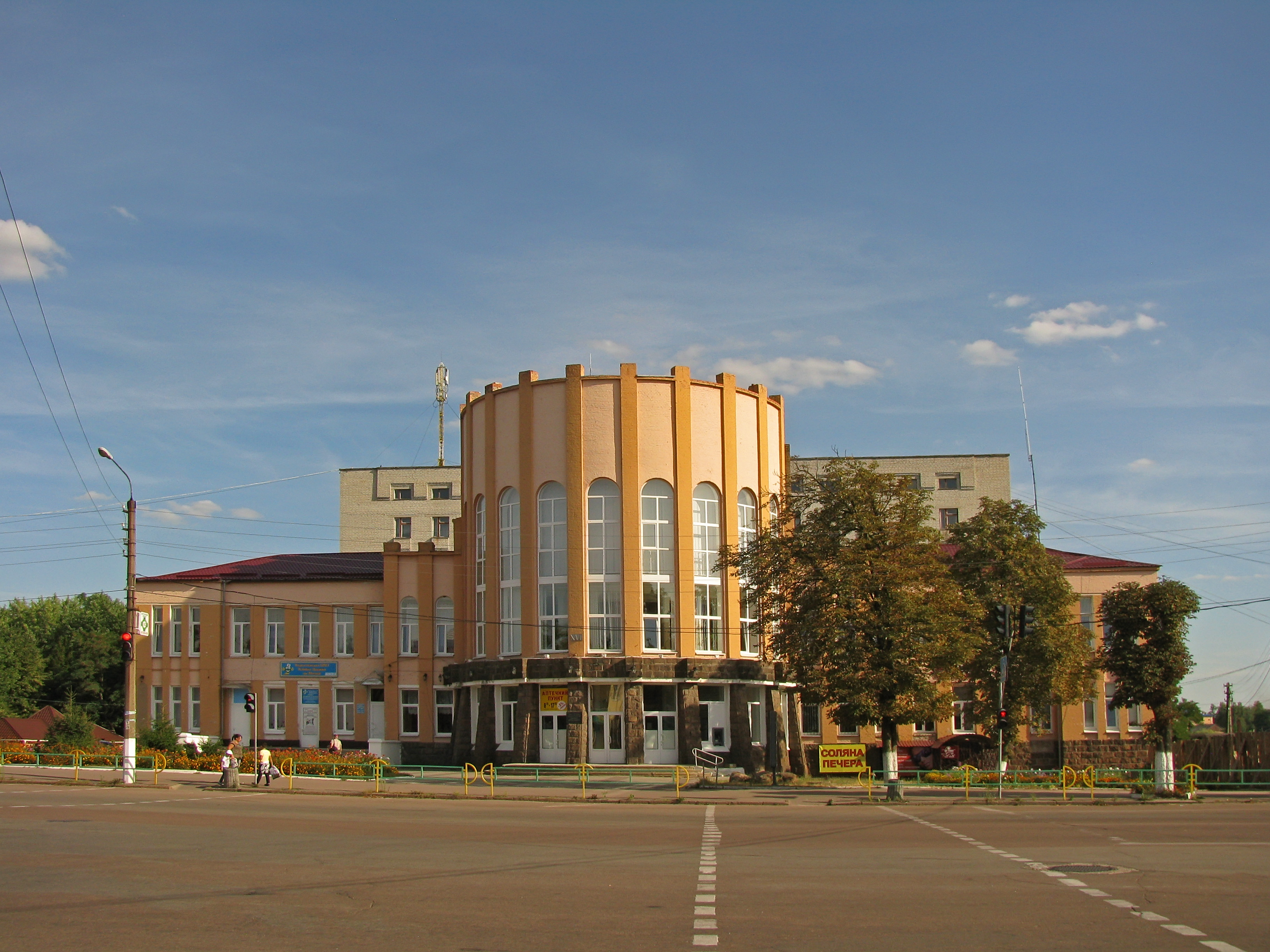
Gmach dawnego sądu okręgowego
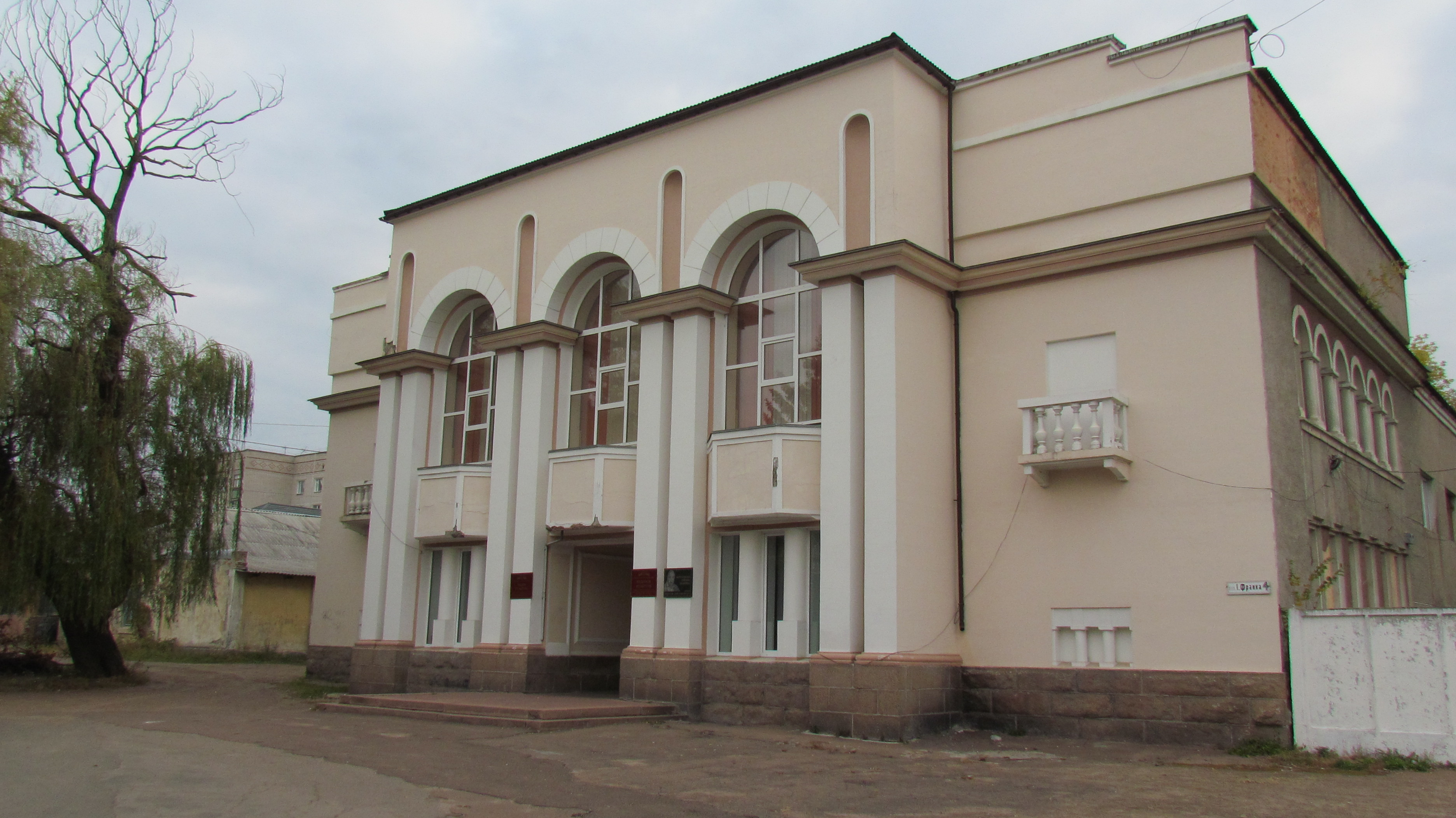
Biblioteka publiczna
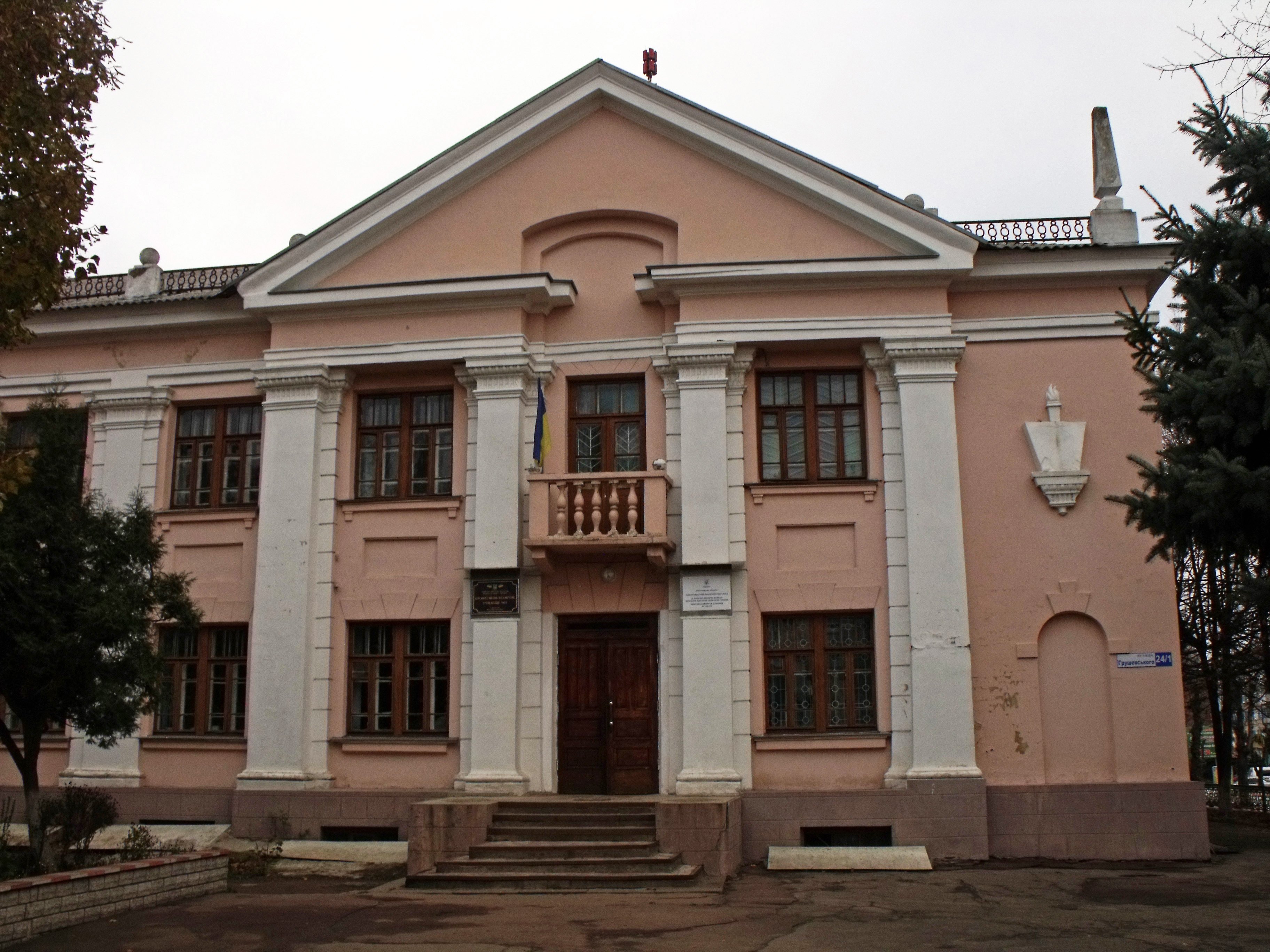
Szkoła zawodowa

- Gmach biblioteki z lat 1925–1927
- Gmach szkoły zawodowej

- Gmach dawnego sądu okręgowego
- Biblioteka publiczna
- Szkoła zawodowa

## Miasta partnerskie
Od 20 stycznia 2007 roku miasto partnerskie z miastem Kraśnik (woj. lubelskie). Korosteń będzie jednym z kilkudziesięciu partnerów realizujących projekt „Polsko-Ukraiński Ośrodek Edukacji Publicznej”.
- Kraśnik